# Sevastianá
Sevastianá är en ort i Grekland.   Den ligger i prefekturen Nomós Péllis och regionen Mellersta Makedonien, i den norra delen av landet, 300 km norr om huvudstaden Aten. Sevastianá ligger 47 meter över havet och antalet invånare är 1 561.
Terrängen runt Sevastianá är kuperad åt nordväst, men åt sydost är den platt. Runt Sevastianá är det ganska tätbefolkat, med 124 invånare per kvadratkilometer. Närmaste större samhälle är Édessa, 7,4 km nordväst om Sevastianá. Trakten runt Sevastianá består till största delen av jordbruksmark.